# Estación de Canora (Saskatchewan)
Canora es una estación de ferrocarril en Canora, Saskatchewan, Canadá. La estación cuenta con el tren Winnipeg-Churchill de Via Rail dos veces por semana en cada dirección.
La estación alberga el Museo Casa de la Estación Canora y es la estación de tren Clase II más antigua que aún está en funcionamiento en Saskatchewan. La propia ciudad de Canora lleva el nombre de las 2 primeras letras del Canadian Northern Railway.